# Charles de Menou d'Aulnay
Charles de Menou, sieur d'Aulnay (Charnizay, 1604 – Port-Royal, 24 maggio 1650), è stato un navigatore, militare e funzionario francese.
Figlio di René de Menou, consigliere di stato sotto Luigi XIII di Francia, e di Nicole de Jousserand, la famiglia di Charles de Menou era di antiche origini nobiliari del Perche. Servì nella marina francese. Nel 1632 seguì il cugino Isaac de Razilly, diventato governatore in Acadia, di cui divenne uno dei più stretti collaboratori.
Nel 1635 morì Isaac de Razilly; al posto di governatore doveva passare al fratello Claude, ma questi era impossibilitato a venire in Nordamerica, così Charles de Menou venne nominato luogotenente del governatore.
Nel 1635 l'amministrazione dell'Acadia era bipartita tra Charles de Menou d'Aulnay e Charles de Saint-Etienne de La Tour. Questo sistema duale condusse inevitabilmente a una serie di conflitti, anche sanguinari, tra il 1639 e il 1645. Aulnay fu vincitore della contesa contro La Tour.
Nel 1647 la corte concesse ad Aulany dei generosi privilegi sulla tratta delle pellicce per i suoi servizi in Acadia. Malgrado questi successi, Aulnay era fortemente indebitato perché non era in grado di ripagare i rifornimenti alla colonia. Aveva un debito di circa duecentomila livres verso Emmanuel Le Borgne, tanto che questi si recò a Port-Royal per esigere il pagamento. Aulnay morì nel 1650 dopo essere caduto in acqua e rimasto per un'ora e mezza.